# Potamotrygon leopoldi
Potamotrygon leopoldi (tên tiếng Anh: Xingu River ray hoặc white-blotched river stingray), là một loài cá thuộc họ Potamotrygonidae. Đây là loài đặc hữu của Brasil. Môi trường sống tự nhiên của chúng là sông ngòi. Chúng hiện đang bị đe dọa vì mất môi trường sống.

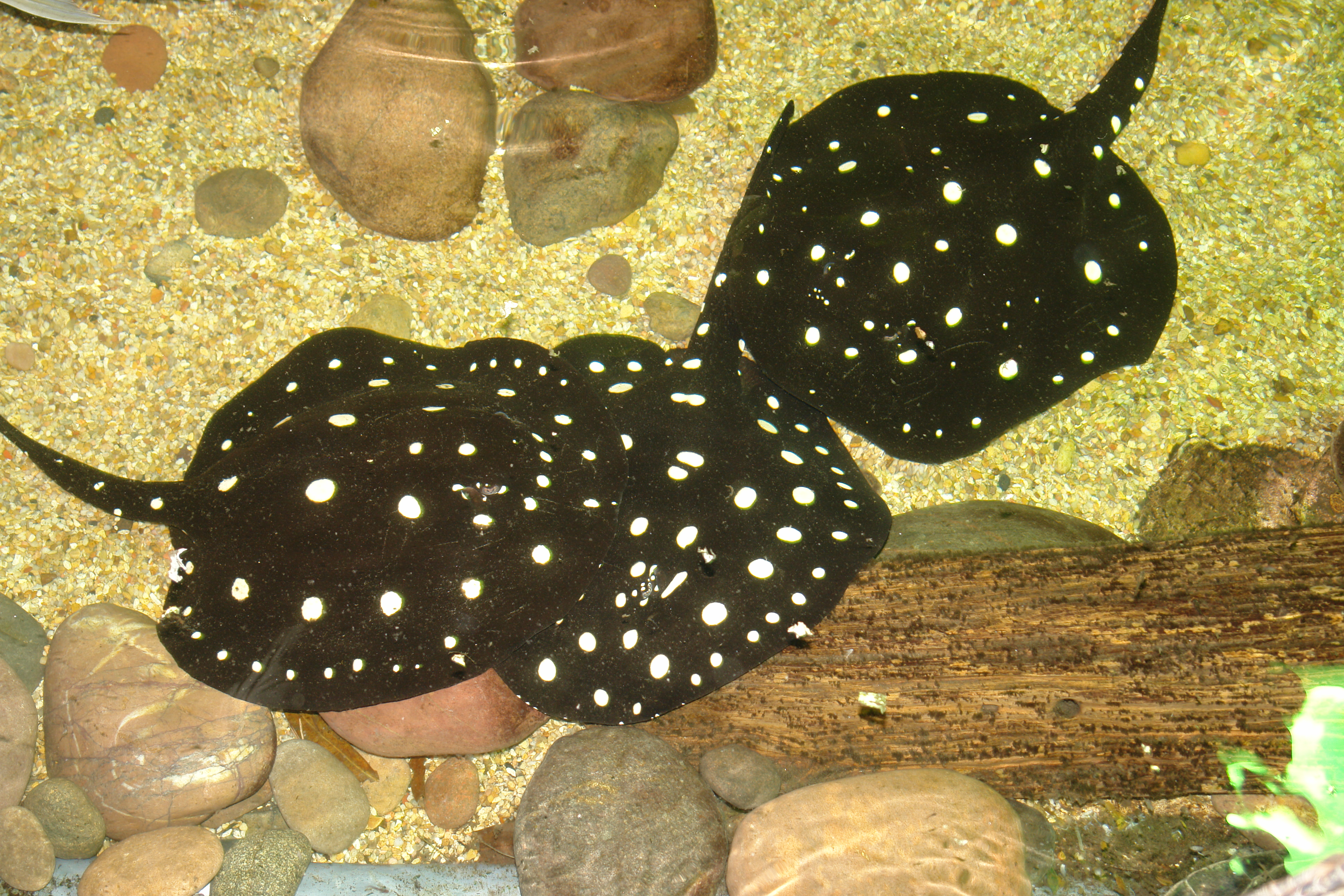
Hình một đàn cá ở Dallas World Aquarium

## Hình ảnh

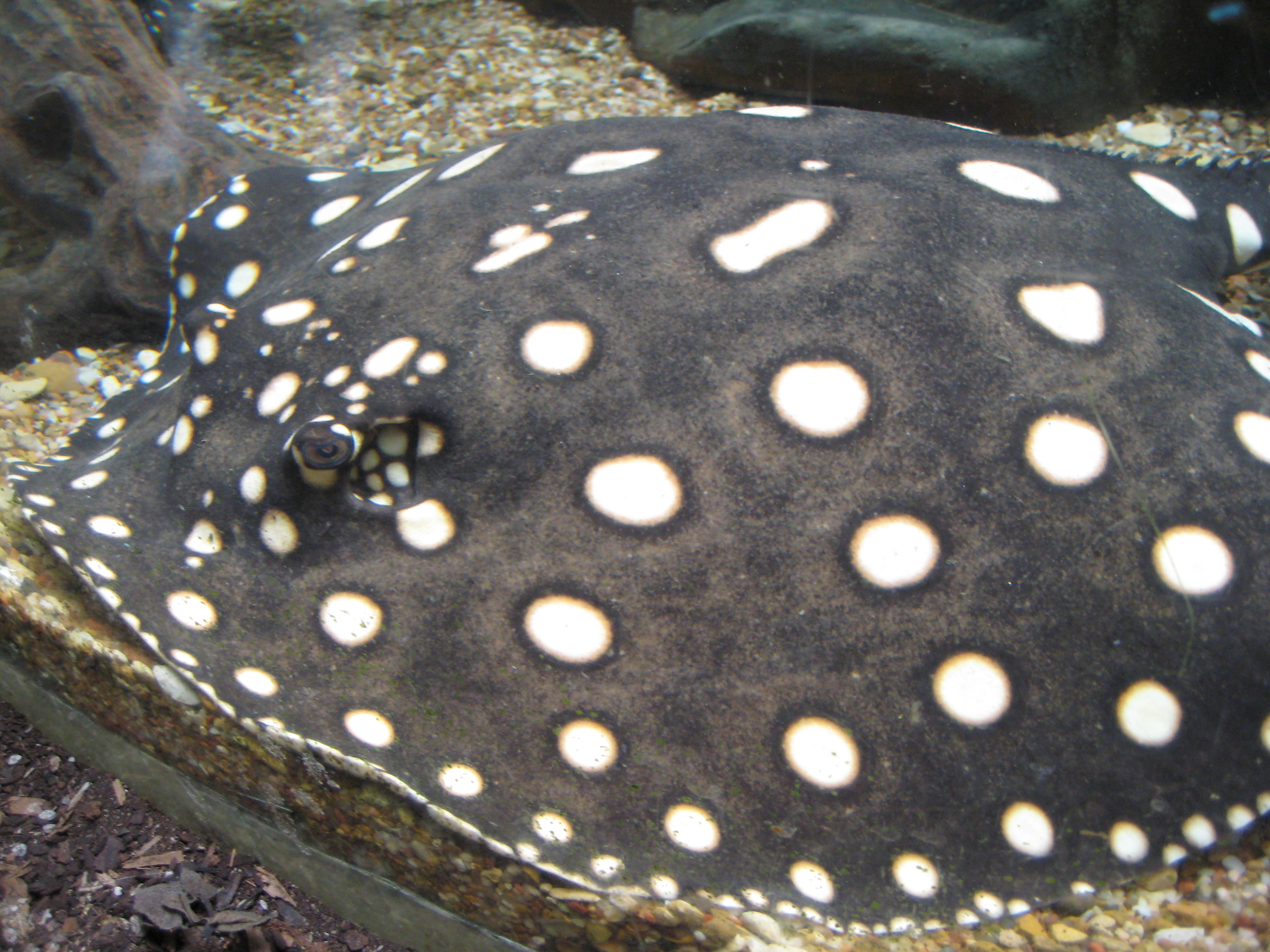
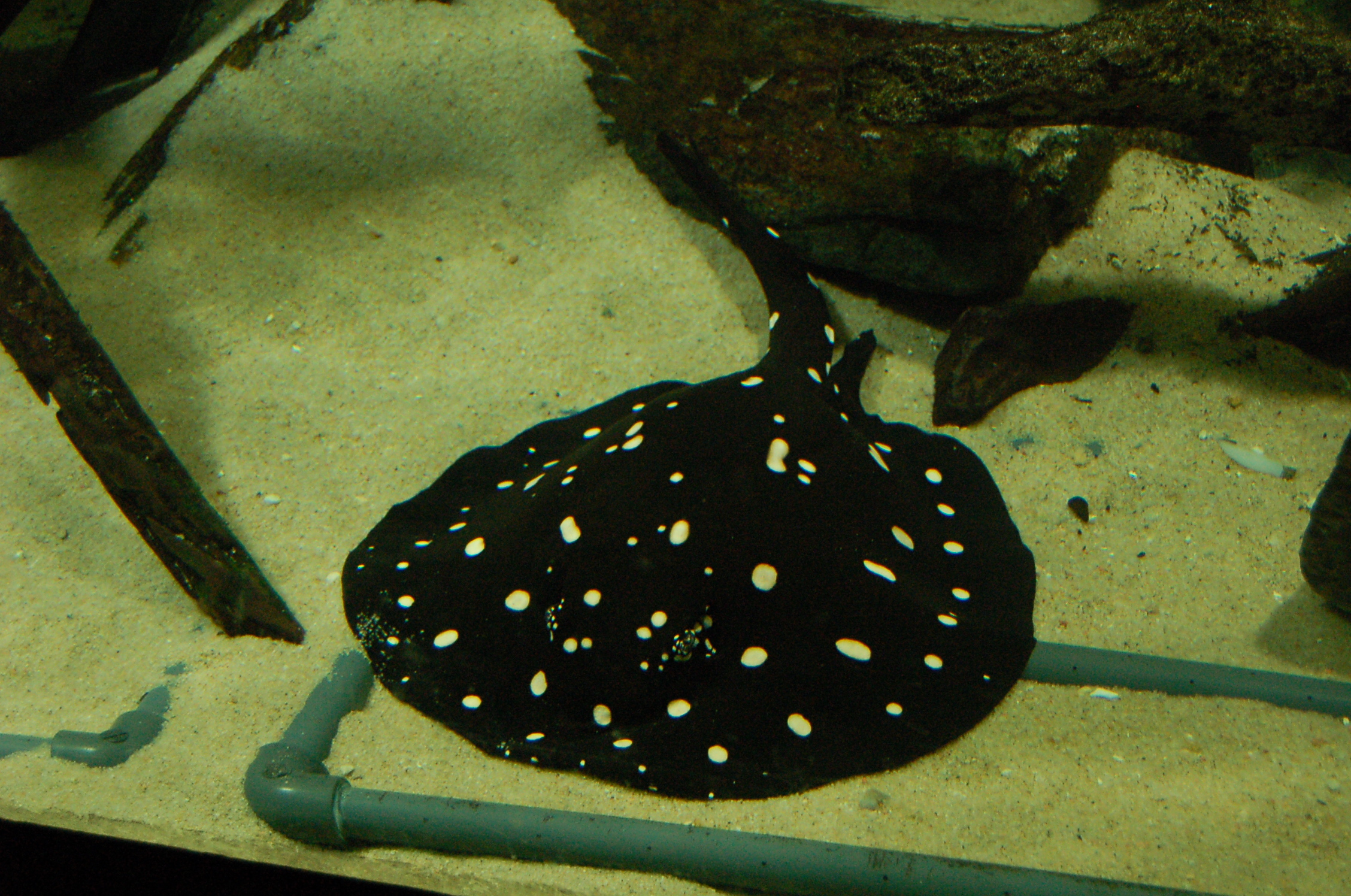
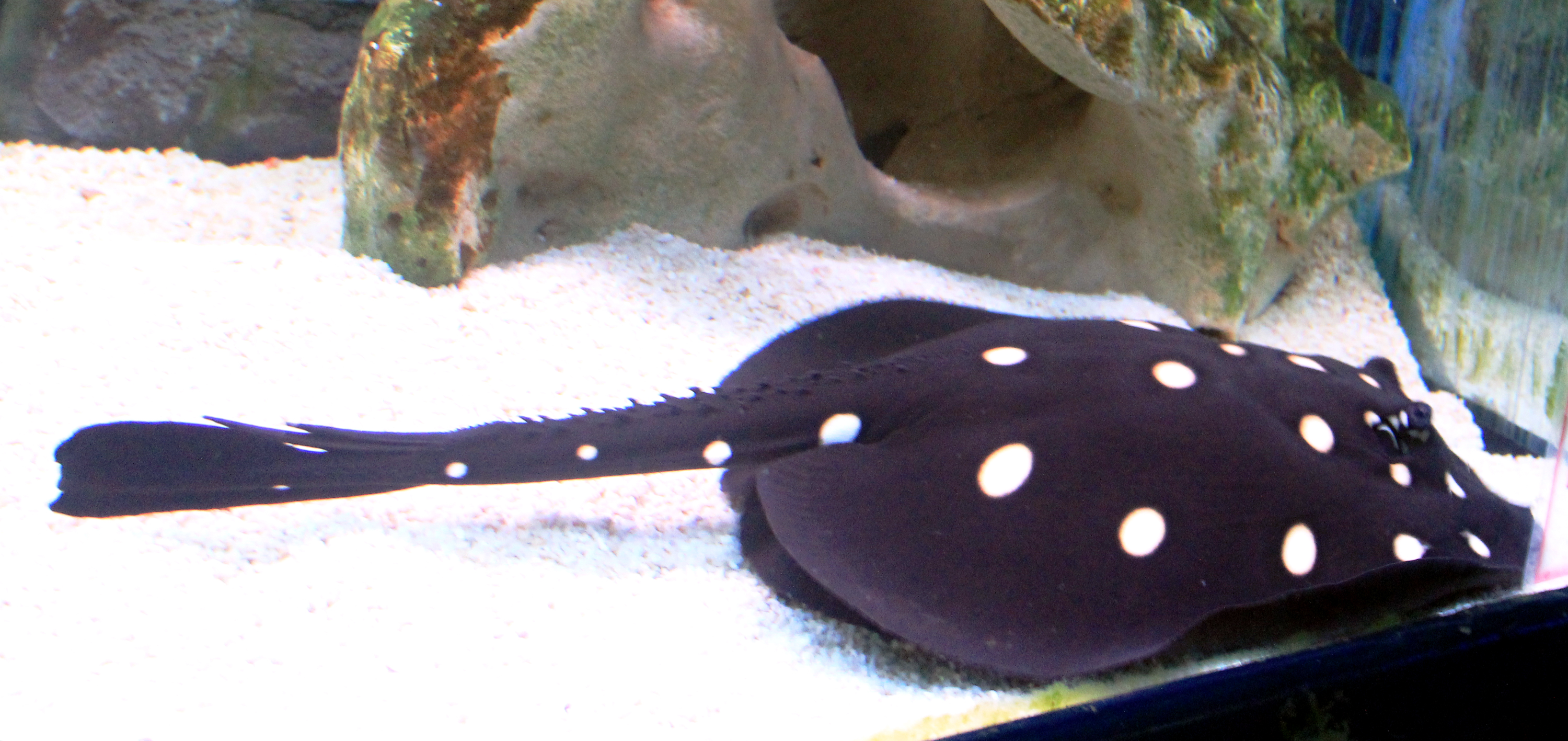